# 布尔古 (阿罗卡)
布尔古是葡萄牙阿威罗区的一个堂区。总面积5.38平方公里，总人口2067人，人口密度384.2人/平方公里。